# Men’s League (Vereinigte Staaten)

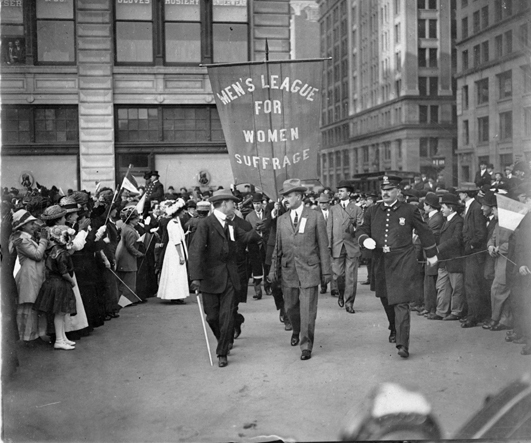
Demonstration der Men's League for Woman Suffrage in New York (1915)

Die Men’s League, entstanden aus mehreren Gruppen wie der Men’s Equal Suffrage League, der Men’s League for Women’s Suffrage, und der National Men’s League for Woman Suffrage, war eine US-amerikanische Organisation männlicher Frauenwahlrechts-Aktivisten, die die 1910 zunächst in New York, später an vielen Stellen der USA gegründet wurde.

## Geschichte

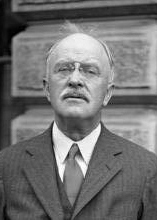
Oswald Villard sr. (1930)

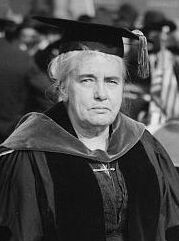
Anna Howard Shaw (1917)

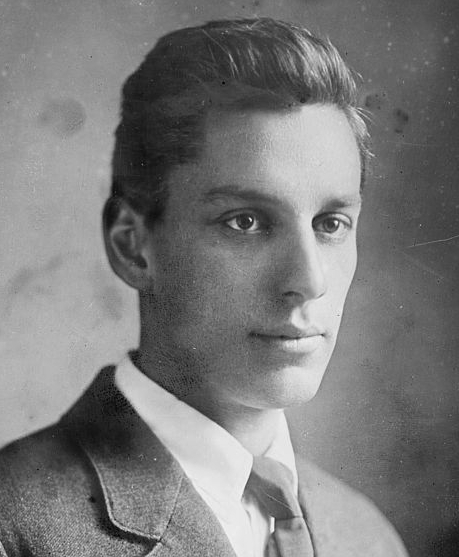
Max Eastman (ca. 1910)

Stephen Wise (1918)

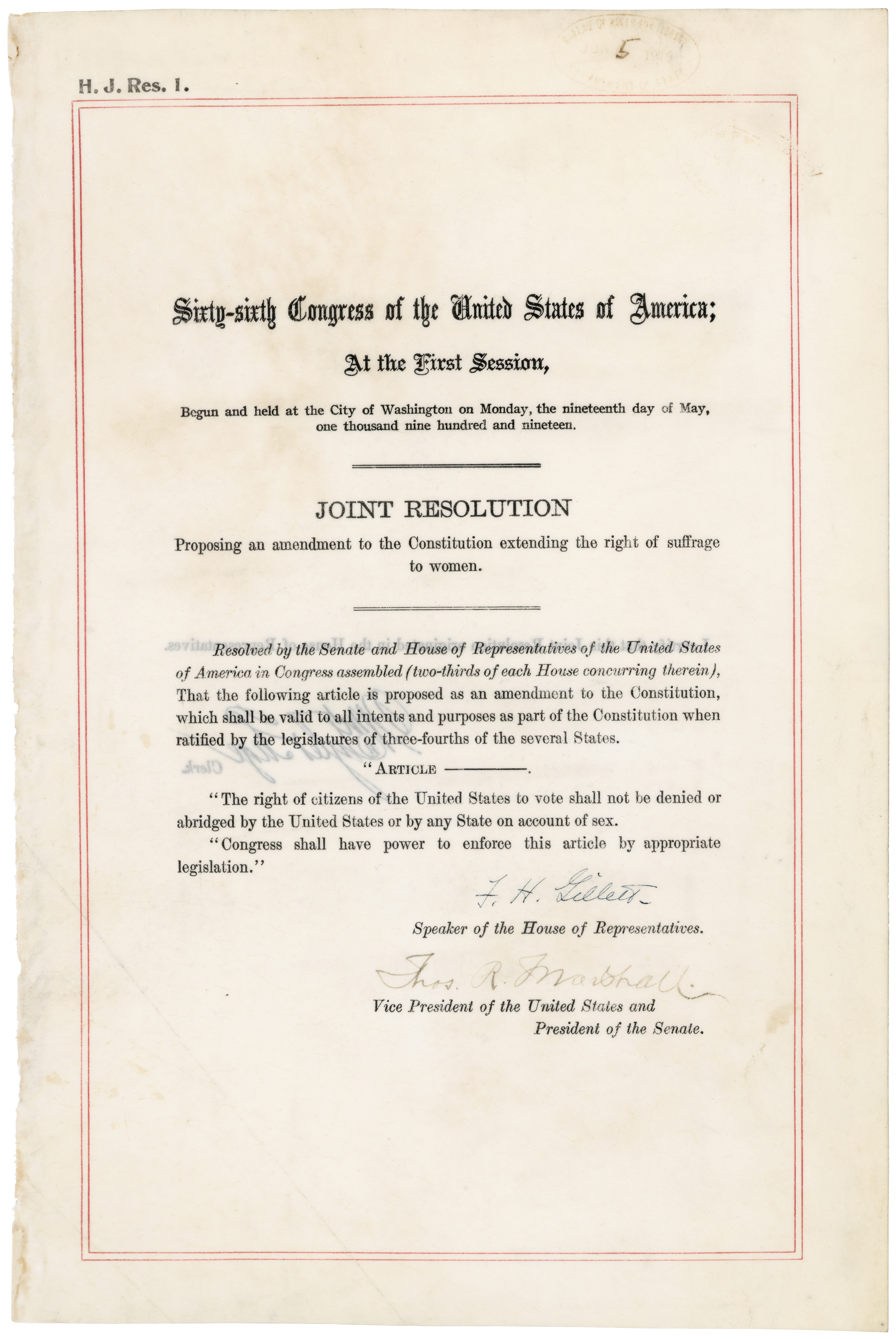
Der 19. Zusatzartikel zur Verfassung der USA zum Frauenwahlrecht (1920)

Die US-amerikanische Frauenwahlrechtsaktivistin Fanny Garrison Villard hatte von der 1907 in Großbritannien gegründeten Organisation Men’s League for Women’s Suffrage gehört und stellte einen Kontakt zwischen ihrem Sohn Oswald Garrison Villard und Anna Howard Shaw her mit der Vorstellung, eine entsprechende Gruppe in den USA aufzubauen.
Auch in anderen europäischen Staaten entstanden in dieser Zeit von Männern getragene Frauenwahlrechtsorganisationen wie 1908 der Nederlandsche Bond voor Vrouwenkiesrecht. Schon 1904 wurde die Magyarországi Feministák Egyesülete [Feministische Vereinigung Ungarns] gegründet, die von Frauen und Männern getragen wurde. In Deutschland gab es keine entsprechende Organisation. Es gab einzelne Männer, die sich für das Frauenwahlrecht einsetzten wie August Bebel, der im Namen der SPD-Fraktion im Reichstag 1895 einen Antrag zum Frauenstimmrecht einbrachte. Die Herausgeber liberaler Zeitungen wie der Neuen Hamburger Zeitung und der Frankfurter Zeitung boten Frauenwahlrechtsaktivistinnen die Möglichkeit, Artikel zu veröffentlichen. Mitglieder des Deutschen Vereins für Frauenstimmrecht erhielten sogar 1902 eine Audienz bei Reichskanzler Bernhard von Bülow.
Anna Howard Shaw lud Oswald Garrison Villard ein, an der New Yorker „state suffrage convention“ in Buffalo im Oktober 1908 teilzunehmen. Shaws Meinung nach sollte die Rekrutierung prominenter Männer der Bewegung mehr Einfluss verleihen, diese sollten aber nicht in den Aktivismus involviert sein. Gemeinsame Idee war die Bildung einer Organisation, in der Männer sich für das gleiche Wahlrecht einsetzen sollten.
Oswald Villard teilte die Idee mit Stephen S. Wise und Max Eastman. Eastman begann in der Folge, Mitglieder für die Gruppe zu werben und sprach zunächst 12 Männern „of civic importance“ an; sobald er diese als künftige Mitglieder gewonnen hatte, war es einfacher, weitere zu rekrutieren. Die Mitgliederwerbung erfolgte im Geheimen, bis er 100 Personen zugesagt hatten. Die New York League wurde im November 1910 der Öffentlichkeit vorgestellt. Eastman fungierte ein Jahr lang als Geschäftsführer, dann wurde die Gruppe in New York von Robert Cameron Beadle übernommen. 1910 wurde George Foster Peabody zum ersten Präsidenten gewählt. Nach Peabody übernahm James Lees Laidlaw bis 1916 das Amt, als die nationale Gruppe gegründet wurde. Laidlaw war bis zur Verabschiedung des Frauenwahlrechts Präsident der Landesgruppe.
Unter den neuen Mitglieder der Liga waren einflussreiche Männer aus allen gesellschaftlichen Bereichen. Später hatten Mitglieder wie George Creel und Dudley Field Malone Zugang zu Präsident Woodrow Wilson und versuchten, ihn im Sinne der Unterstützung des Frauenwahlrechts zu beeinflussen. Malone trat wegen der Frage des Frauenwahlrechts von Amt des Collector of the Port of New York, in das ihn Wilson berufen hatte, zurück.
Es bildeten sich rasch im ganzen Land weitere Gruppen. In Chicago wurde 1909 die erste Ortsgruppe der Men's League for Woman Suffrage (auch Chicago Men's Equal Suffrage League genannt) gegründet. Die New York Woman Suffrage Party erkannte die New York Men's League 1910 auf ihrem zweiten Jahreskongress offiziell als Partnerorganisation an. Die New Jersey Men's League for Equal Suffrage wurde 1910 gegründet. 1911 kam die Men's Equal Suffrage League in Cleveland dazu. In Kalifornien war die Gruppe als California Political Equality League bekannt und wurde von John Hyde Braly geleitet. Alle Gruppen waren mit der National American Woman Suffrage Association (NAWSA) verbunden. Im Jahr 1912 hatte die Organisation schätzungsweise 20.000 Mitglieder im ganzen Land.
Mitglieder der League reisten als Redner durch das Land und beteiligten sich an der Mittelbeschaffung. Sie organisierten Versammlungen, engagierten sich als Wahlhelfer und schrieben an prominenter Stelle Leitartikels für das Frauenwahlrecht. Männer hatten Zugang zu politischen Sphären, zu denen die wenigsten Frauen Zugang hatten. Laidlaw setzte sich dafür ein, dass die Mitglieder als Symbol blaue Höflichkeitsknöpfe trugen, die der Öffentlichkeit zeigen sollten, dass Wahlrecht und Höflichkeit gegenüber Frauen vereinbar waren. Die prominenten Namen der Männer trugen dazu bei, der Vorstellung entgegenzuwirken, dass Männer, die das Frauenwahlrecht unterstützten, unmaskulin seien. Die Männer der League schulten sich, die Gespräche über das Wahlrecht auf Gerechtigkeitsfragen zu lenken, statt sich auf Geschlechterrollen zu konzentrieren.
Männer, die mit der League in Paraden marschierten, mussten anfangs mit verschiedenen Arten von Beschimpfungen durch Umstehende fertig werden. Die erste Parade, an der die New Yorker League teilnahm, war 1910. Laidlaw, Peabody und Villard führten in jenem Jahr eine Gruppe von 87 Männern an. Bei der Suffragettenparade 1912 in New York wurde diskutiert, ob Männer mehr Charakterstärke bräuchten, um eine Frauenfrage öffentlich zu unterstützen. Viele Frauen fühlten sich ermutigt, als sie die Männer mitmarschieren sahen. Frances Perkins, die spätere erste weibliche Ministerin der Vereinigten Staaten, sagte über Laidlaw, der mit ihnen marschierte: „Ich kann nie dankbar genug sein für den Mut, den er vielen von uns Jungen und Zweifelnden gegeben hat, als er die Wahlrechtsbewegung unterstützte.“

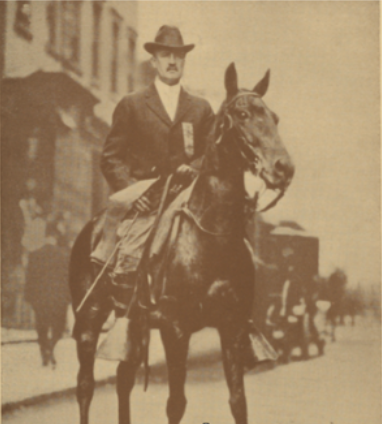
James Lees Laidlaw als Präsident der New York Men's League for Woman Suffrage bei einer Parade (1915)

Das Swarthmore College gründete eine Men's Equal Suffrage League, 1912 bildete sich die Men's Equal Suffrage League of Virginia, in Portland, Oregon der Men's Equal Suffrage Club, in Pennsylvania und Kansas entstanden Leagues. 1913 half Laidlaw bei der Gründung einer Männerliga für Frauenwahlrecht in Georgia. Die Gründungen in Orlando (Florida), Maine, Nevada und Montana erfolgten 1914. In Massachusetts gab es mehrere Organisationen, darunter eine an der Harvard University. Die Iowa Men's League for Equal Suffrage wurde im Januar 1916 in Des Moines gegründet. In Cedar Rapids und Linn County gab es Ortsgruppen.
Nach dem Ende des Ersten Weltkriegs wurde schließlich 1920 im 19. Zusatzartikel zur Verfassung das Wahlrecht für Frauen in den USA auf nationaler Ebene eingeführt.

## Bekannte Mitglieder
- Newton D. Baker (1871–1937) (Ohio)[20]
- Robert Cameron Beadle (1883–1968) (New York)[21]
- Charles A. Beard (1874–1948)[2]
- Charles Culp Burlingham (1858–1959) (New York)[2]
- George Creel (1876–1953)[22]
- William Adams Delano (1874–1960)[2]
- John Dewey (1859–1952)[22]
- Max Eastman (1883–1969) (New York)[1]
- Simon Flexner (1863–1946)[2]
- Hamilton Holt (1872–1951)[2]
- William Ivins Jr. (1881–1961)[2]
- Howard Atwood Kelly (1858–1943) (Maryland)[6]
- George W. Kirchwey (1855–1942)[2]
- George Frederick Kunz(1856–1932)[2]
- James Lees Laidlaw (1868–1932)[11]
- Dudley Field Malone (1882–1950)[2]
- George Middleton (1880–1967)[2]
- Herbert Parsons (1869–1925) (New York)[2]
- George Foster Peabody (1852–1938)[22]
- Amos Pinchot (1873–1944)[2]
- Wellington D. Rankin (1884–1966) (Montana)[6]
- John Reed (1887–1920)[2]
- Henry Rogers Seager (1870–1930)[2]
- Vladimir Simkhovitch (1874–1959)[2]
- E. Frank Sperry (1843–1916)  (Florida)[6]
- Lincoln Steffens (1866–1936)[2]
- Charles Franklin Thwing (1853–1937) (Ohio)[20]
- William P. Trent (1862–1939)[2]
- Frank A. Vanderlip (1864–1937)[11]
- Oswald Garrison Villard, Sr. (1872–1949)[22]
- Stephen S. Wise (1874–1949)[22]
- Peter Witt (1869–1948) (Ohio)[20]